# BeOS
BeOS（ビーオーエス）は、米Be社が開発したオペレーティングシステム (OS) である。

## 特徴
BeOSのコードはUNIXなどの既存のコードをベースとするのではなく、すべて新しく書き起こされた。
同社のワークステーションであるBeBox、またはPower Mac、PC/AT互換機で動作し、メディアOSとしてマルチメディアを扱うことに長けていた。洗練された設計で、非常に高性能なOSである。発表当時同じPowerPCで動くMac OSよりも遥かに高速に動作し、「PowerPCの真価を発揮した」とユーザーを驚かせた。
技術的な特徴として次のようなものがある。
- POSIXと互換性がある。
- マイクロカーネルを採用。これはマルチプロセッサ対応を最初から意識した設計である。
- APIがオブジェクト指向の言語C++で書かれている。
- 全体が高度にマルチスレッド・マルチタスク化されており、並列・並行処理のパフォーマンスに優れる。
- データベースのように動作する、ジャーナルファイルシステム対応 64ビットファイルシステム BFS。
- シングルユーザーのパーソナル指向OS。

OS単体での販売が終了した後でも、楽器メーカーのローランドがエディロールのブランドでビデオ編集専用機のDV-7DLで組み込みOSとして使用しており、単体のシステムとしてより若干長く現役で活躍していたOSでもある。
上記の特徴はオープンなBeOSとして開発中のHaikuで再現されようとしている。

## 歴史
新興OSとして、レガシーを切り捨てた設計で高性能を発揮したが、動作環境が限られ、対応アプリケーションが少なかったことでシェアを獲得できず開発が中止された。

### PowerPCプラットフォームでの展開
Appleのヨーロッパ部門で好成績を収め、後にApple本社で開発責任者を務めたジャン＝ルイ・ガセー（Jean-Louis Gassée）らが1990年にスピンアウトしてBe社を設立した。Be社は1990年当時にようやく注目され始めたRISC CPU，マイクロカーネル，SMPという要素を全て盛り込んだコンピュータを作るため、ハードウェアBeBoxとオペレーティングシステム BeOSの開発を開始する。初期のBeBoxのプロトタイプはAT&TのHobbitというプロセッサーを使用していたが、後にPowerPCベースに変更され、その上で動くBeOSとともに1995年に一般に公開された。BeOSではアプリケーションからの直接的なハードウェアアクセスと徹底した並列化を設計レベルで実装した結果、同時代のMacintoshやWindows等とは比較にならない程高速に動作し、コンピュータ関係者の間で大きな話題となった。しかし、対応ハードウェアが一般的でないBeBoxのみではソフトメーカーが参入せず、恒常的なアプリケーション不足に悩まされることになった。
翌年にはBeOSはPower Macintoshに移植され、Mac OSの次世代OS候補として注目を集めることになった（BeBox事業は終了したが、サポートはその後数年間継続した）。旧弊なMac OSに代わる次世代OSを求めている事を知り得たガセーは、BeOSの良さをアピールすべくAppleに働きかけ、当時のApple CEOのギル・アメリオらに簡単なデモを行った。ガセーはアメリオに買収に関する条件に付いて提示をしたが、Appleの見積ではBeOSの価値は5000万ドルであったのに対しガセーは3億ドルと法外に高額な金額を提示した。当時、BeOSは6年かかっても未完成であり、完全な商用製品と呼べるシステムには至っておらず、更にMacに搭載した場合のコストとBeOS自体の開発費用等を含めるととてつもない金額となり、その上に急を要する次世代Mac用のOS開発に膨大な時間がかかる事が分かる。またギル・アメリオの腹心だったエレン・ハンコックがIBMにソフトウェア担当上級副社長として勤めていた際に、技術オンチだった幹部陣がインテルやマイクロソフトにいいようにしてやられる様を見てきたため、結論を急ぎ過ぎないよう進言した。
結果として、AppleはNeXTソフトウェアのOPENSTEPを選択し、スティーブ・ジョブズ率いるNeXTを買収する。金額的にはBeよりも高くはなったが、OPENSTEPは金融機関や研究機関などで既に実績を上げていた。
Appleへの売却に失敗したBe（ガセー）は徐々に業績が下がっていった。さらに、AppleがPower Macintosh G3以降のマシンの技術資料の公開を拒んだため、技術的にもMacプラットフォーム上でのBeOSの発展は困難となったとし、BeOSがG3以降の機種に対応することはなかった。これについては、Power Macintosh G3の仕様はCHRP準拠であり公開されていたも同然であり、PowerPC用Linux等複数のOSがPower Mac G4以降でも動作していることから、単にMacに見切りをつけるための口実であったとも言われている。
そこでインテル等の協力を得てPC/AT互換機で作動するBeOSの開発に専念する事になった。

### インテルプラットフォームでの展開
このような状況で、BeOSはインテル (x86) プラットフォームへ進出し、1998年にはBeOS Release 3 (R3) としてx86・Power Mac・BeBox対応でリリースされた。これによりBeOSはPCユーザーからも注目を集めることとなる。しかし、R3時点ではx86プラットフォームのハードウェアサポート（チップセット・ビデオ・オーディオ・ネットワークなど）はきわめて限定されており、BeOS専用にハードウェアを選択しなければ満足に動かすのは難しいほどであった。また、付属のウェブブラウザNetPositiveは日本語のエンコーディングに対応していたものの、日本語のフォントやインプットメソッドは付属しなかったため、日本のユーザーにとってはハードルが高かった。
1998年暮れにはRelease 4 (R4) がリリースされた。このリリースからは日本語のフォントやインプットメソッド(エルゴソフトのEGBRIDGE ベース)も付属した。一方で、x86 の標準のコンパイラがCodeWarriorからGCCに変更されたためバイナリフォーマットがPEからELFに変わり、R3 x86のバイナリは動かなくなった。このころはMicrosoft Windowsに代わる代替OSを求める動きが盛んになってきたころで、BeOSもその波に乗って一定のユーザーを獲得した。日本では日立製作所からプレインストールPC（Windows 98とのデュアルブート）も発売された。
翌年にはRelease 4.5（R4.5、コードネームGenki）がリリースされ、PCカードサポートなどが追加された。

### フォーカスシフトとBeOSの終焉
2000年にBeOSの第三の転機が訪れる。BeOS Release 5（R5、コードネームMaui）は、従来の個人ユーザー中心のパッケージ販売から、以下のような提供形態に切り替えることが発表された。
- BeIA（コードネームStinger） - インターネットアプライアンス (IA) 向けのOEM供給。ビジネス的にはこれを主力とする。
- BeOS Personal Edition (PE) - 個人非商用向け無料バージョン。ダウンロード配布され、Windows上でFATパーティション内にインストールすることができる（実際の動作は通常通り独立したOSとして動作する）。
- BeOS Pro Edition - 従来のパッケージ販売の後継。PCで本格的に利用するユーザー向け。

これは、業績が芳しくない個人向け市場から、当時注目を集めていたIA市場へとシフトしたもので、米ソニーのIA「eVilla」などに採用された。また、無料でインストールも簡単なPEの存在も目を引いた。
しかし、IA市場そのものがそれほど発展しなかったこともあり、ビジネス的には苦しい状況が続いた。開発中のR5.1（コードネームDano）は日の目を見ることなく、2001年にBe社の知的資産はパーム（旧PalmSource、現ACCESS Systems）に売却され、Be社は解散した。これにより、Be社によるBeOSの歴史は終わりを告げた。
このように、BeOSの歩みはハードウェアを転々としてきた歴史でもある。これについても、BeOSの移植性の高さの賜物として肯定的にとらえる意見と、ユーザーを切り捨ててきた歴史として批判する意見とがある。

## BeOSと日本語
Be社には親日家のエンジニアが多く、日本語のサポートが比較的充実していた。
また、日本語関係のお遊びも盛り込まれていた。
- NetPositiveでは日本語のエンコーディングがサポートされていた（非西洋圏の言語では唯一）。
- R4以降、日本語のフォントとインプットメソッドが付属した（同上）。
- BeBoxのカスタムI/OプロセッサはKasumiと呼ばれていた。これは『らんま1/2』の女性キャラクター・天道かすみにちなんだものといわれている。
- NetPositiveのエラーメッセージは、英語による俳句形式になっていた（BeOS後継プロジェクトの一つHaiku OSのネーミングは、これにちなんだものと思われる）。ただし、これはわかりづらかったため、後のバージョンでは通常の形式も選べるようになった。
- R4.5のコードネームはGenki（元気）であった。

## 最近の動向

BeOSおよびBeOS系システム系統図

多くの人々に愛されたBeOSであり、2002年以降、いくつかのオープンソースプロジェクトがBeOSを再構築するために動いている。BeOS 5をベースにプロプライエタリなコードを排除すべく書き直され、機能が増強されている。BeOSのマイクロカーネルの仕組みがこの作業を簡単にした。

### ZETA
ZETAは、yellowTAB社がPalm社からライセンスを得て開発していた商用のBeOS後継OSである。yellowTAB社が破産したため、magnussoft社支援のもと元CEOだったBernd Korzが中心となったチームで ZETA 開発が継続され、製品の販売は独magnussoft社に引き継がれた。しかし2007年に販売不振により支援打ち切りが決まり、開発終了および販売停止となった。
- 2003年 - yellowTAB社が Palm社からライセンスを得てBeOSの後継 OS ZETA を開発中。
- 2004年 - yellowTAB社が ZETA の RC 版を発売。一家の中では複数の PC にインストール可能なファミリーライセンス形式を採用。この Zeta Neo は BeOS の後継として徐々に認知されつつある。
- 2005年6月9日 - yellowTAB社がZETA 1.0を発表。
- 2005年7月1日 - Berry Japan社がyellowTAB社と総代理店契約締結。ZETA の日本公式サイトを開設。
- 2005年7月7日 - Berry Japan社が、ZETA 1.0 Multilingual Deluxe Version（15,800円）を販売開始。セブン-イレブン経営の7dream.comでも販売。
- 2005年 8月5日 -「ZETA 1.0 Deluxe Edition」が秋葉原のショップに初登場。ぷらっとホームが、ZETA 1.0 Multilingual Deluxe Versionを販売開始。
- 2005年 10月15日 - yellowTAB社が「ZETA 1.1」をリリース、既存ユーザ向けアップデータを無料ダウンロードとして配布開始。
- 2006年 1月21日 - 長期間にわたるBerry Japan社の契約違反のため、yellowTAB社がBerry Japan社との日本総代理店契約を破棄。
- 2006年 4月4日 - ZETA 開発元 yellowTAB社が破産保護下に置かれる[5][6]。
- 2006年 10月14日 - 元CEOだったBernd Korzが中心となったチームでZETAが開発され、製品の販売は独magnussoft社が引き継ぐ。
- 2007年 - magnussoft社は販売不振に伴いZETAの開発支援打ち切り決定し、Bernd Korzも開発終了を発表[7]、販売も2007年度で終了する。

### Haiku プロジェクト
Haiku プロジェクトは、オープンソース版 BeOS を目指して、Be 社解散後に発足した。当初のプロジェクト名は OpenBeOS と称しており、2004 年にコミュニティの投票によって選ばれた新しいプロジェクト名として Haiku と改名された。Haiku プロジェクトの第一目標は、BeOS と互換性（ソース / バイナリ共）を持つHaiku R1 (RはReleaseの頭文字) をリリースすることであり、R1 以降は、Haiku に新しい技術やアイディアを採り入れた最適なデスクトップOS プラットフォームに発展させていくことを長期的な目標として掲げている。Haiku は x86 と PowerPC コンピュータを対象に開発が進められている。
既に20年もの歴史があるプロジェクトだが、開発は遅々として進まず、最初の正式版となるR1が未だにリリース出来ていない段階にある。
- 2001年 8月 OpenBeOS プロジェクト発足。
- 2004年 6月 第1回「WalterCon 2004」開催、新プロジェクト名「Haiku」が発表される。
- 2004年 10月 CannaIM for BeOS が Haiku に寄付される。
- 2005年 7月 日本語フォント「小夏」を標準フォントとして適用。
- 2005年 8月 「WalterCon 2005」開催。
- 2009年9月14日 初公式リリース Haiku R1/Alpha 1 が公開される[9][10][11]。
- 2010年5月9日 Haiku R1/Alpha 2 が公開される。
- 2011年6月18日 Haiku R1/Alpha 3 が公開される。
- 2012年11月12日 Haiku R1/Alpha 4 が公開される。
- 2012年11月14日 Haiku R1/Alpha 4.1 が公開される。
- 2018年9月28日 Haiku R1/Beta 1 が公開される。
- 2020年6月9日 Haiku R1/Beta 2 が公開される[12]。
- 2021年7月26日 Haiku R1/Beta 3 が公開される[13]。
- 2022年12月23日  Haiku R1/Beta 4 が公開される[14]。
- 2024年9月13日 Haiku R1/Beta 5 が公開される[15]。

### 後継OS
- beunited.org - Be互換OSへのリンクと関連ニュース
- B.E.O.S - Linuxカーネルベース、2003年以降開発が停止している

#### Haiku関連
- Haikuプロジェクト公式サイト（英語）
- 日本ユーザグループJPBE.netからのHaiku関連ニュース - 閉鎖。（2007年10月12日時点のアーカイブ）

#### ZETA関連
- ZETAの公式ホームページ( zeta-os.com 消滅)
- yellowTAB社 - ZETAの旧開発元
- Zeta 1.0の発表 - yellowTAB社ウェブサイト内の記事
- 「BeOS」の後継OS「ZETA 1.0 Deluxe Edition」が秋葉原のショップに初登場 - ニュースサイト内の記事